# Milton Sills
Milton George Gustavus Sills (Chicago, 12 gennaio 1882 – Santa Barbara, 15 settembre 1930) è stato un attore statunitense.
Lavorò nel cinema all'epoca del muto, occasionalmente anche come sceneggiatore e montatore.
È uno dei 36 membri fondatori dell'Academy of Motion Picture Arts and Sciences (AMPAS) che nasce nel 1927, un'organizzazione per il miglioramento e la promozione mondiale del cinema. L'accademia, nel 1929, creò il Premio Oscar.

## Filmografia
- The Pit, regia di Maurice Tourneur (1914)
- The Deep Purpl, regia di James Young (1915)
- The Arrival of Perpetua, regia di Émile Chautard (1915)
- The Taming of Mary, regia di Lucius Henderson (1915)
- Under Southern Skies, regia di Lucius Henderson (1915)
- The Woman Who Lied, regia di Lucius Henderson (1915)
- The Rack, regia di Émile Chautard (1915)
- Il servizio segreto (Patria), regia di Jacques Jaccard, Theodore W. Wharton e Leopold D. Wharton (1917)
- Il metodo dell'onore (The Honor System), regia di R.A. Walsh (Raoul Walsh) (1917)
- Fiamme sul mare (Souls Adrift), regia di Harley Knoles (1917)
- Married in Name Only, regia di Edmund Lawrence (1917)
- The Fringe of Society, regia di Robert Ellis (1917)
- Diamonds and Pearls, regia di George Archainbaud (1917)
- The Other Woman, regia di Albert Parker (1918)
- The Struggle Everlasting, regia di James Kirkwood (1918)
- The Reason Why, regia di Robert G. Vignola (1918)
- The Mysterious Client, regia di Fred E. Wright (1918)
- The Yellow Ticket, regia di William Parke (1918)
- L'artiglio (The Claw), regia di Robert G. Vignola (1918)
- The Savage Woman, regia di Edmund Mortimer e Robert G. Vignola (1918)
- The Bonds That Tie (1918)
- Cardenia rossa (The Hell Cat), regia di Reginald Barker (1918)
- Shadows, regia di Reginald Barker (1919)
- Satan Junior, regia di Herbert Blaché e John H. Collins (1919)
- Carnevale di sangue (The Stronger Vow), regia di Reginald Barker (1919)
- The Hushed Hour, regia di Edmund Mortimer (1919)
- The Woman Thou Gavest Me, regia di Hugh Ford (1919)
- The Fear Woman, regia di J.A. Barry (come John A. Barry) (1919)
- Eyes of Youth, regia di Albert Parker (1919)
- What Every Woman Learns, regia di Fred Niblo (1919)
- The Street Called Straight, regia di Wallace Worsley (1920)
- The Inferior Sex, regia di Joseph Henabery (1920)
- Dangerous to Men, regia di William C. Dowlan (1920)
- The Week-End, regia di George L. Cox (1920)
- Sweet Lavender, regia di Paul Powell (1920)
- Behold My Wife, regia di George Melford (1920)
- The Furnace, regia di William Desmond Taylor (1920)
- The Faith Healer, regia di George Melford (1921)
- The Little Fool, regia di Philip E. Rosen (1921)
- Salvage, regia di Henry King (1921)
- Sangue di zingara (The Great Moment), regia di Sam Wood (1921)
- At the End of the World, regia di Penrhyn Stanlaws (1921)
- Miss Lulu Bett, regia di William C. de Mille (1921)
- One Clear Call, regia di John M. Stahl (1922)
- La donna che vinse il destino (The Woman Who Walked Alone), regia di George Melford (1922)
- Borderland, regia di Paul Powell (1922)
- Skin Deep, regia di Lambert Hillyer (1922)
- Sabbie ardenti (Burning Sands), regia di George Melford (1922)
- The Forgotten Law, regia di James W. Horne (1922)
- Environment, regia di Irving Cummings (1922)
- The Marriage Chance, regia di Hampton Del Ruth (1922)
- The Last Hour, regia di Edward Sloman (1923)
- What a Wife Learned, regia di John Griffith Wray (1923)
- The Isle of Lost Ships, regia di Maurice Tourneur (1923)
- Legally Dead, regia di William Parke (1923)
- I predatori (The Spoilers), regia di Lambert Hillyer (1923)
- Adam's Rib, regia di Cecil B. DeMille (1923)
- Why Women Remarry, regia di John Gorman (1923)
- Flaming Youth, regia di John Francis Dillon (1923)
- A Lady of Quality, regia di Hobart Henley (1924)
- The Heart Bandit, regia di Oscar Apfel (1924)
- Oro fluente (Flowing Gold), regia di Joseph De Grasse (1924)
- The Sea Hawk, regia di Frank Lloyd (1924)
- Single Wives, regia di George Archainbaud (1924)
- Madonna of the Streets, regia di Edwin Carewe (1924)
- As Man Desires, regia di Irving Cummings (1925)
- I Want My Man, regia di Lambert Hillyer (1925)
- The Making of O'Malley, regia di Lambert Hillyer (1925)
- The Knockout, regia di Lambert Hillyer (1925)
- The Unguarded Hour, regia di Lambert Hillyer (1925)
- Puppets, regia di George Archainbaud (1926)
- Uomini d'acciaio (Men of Steel), regia di George Archainbaud (1926)
- Paradise, regia di Irvin Willat (1926)
- The Silent Lover, regia di George Archainbaud (1926)
- The Sea Tiger, regia di John Francis Dillon (1927)
- Fiumana di fango (Framed), regia di Charles Brabin (1927)
- Hard-Boiled Haggerty, regia di Charles Brabin (1927)
- The Valley of the Giants, regia di Charles Brabin (1927)
- Burning Daylight, regia di Charles Brabin (1928)
- The Hawk's Nest, regia di Benjamin Christensen (1928)
- The Crash, regia di Edward F. Cline (1928)
- Il re della piazza (The Barker), regia di George Fitzmaurice (1928)
- Sette anni di gioia (His Captive Woman), regia di George Fitzmaurice (1929)
- La donna e il diavolo (Love and the Devil), regia di Alexander Korda (1929)
- Il tormento di un uomo (Man Trouble), regia di Berthold Viertel (1930)
- Il lupo dei mari (The Sea Wolf), regia di Alfred Santell (1930)